# Try This
Try This är ett musikalbum med Pink, släppt den 11 november 2003.

## Låtförteckning
1. Trouble
2. God Is A DJ
3. Last To Know
4. Tonight's the Night
5. Oh My God (featuring Peaches)
6. Catch Me While I'm Sleeping
7. Waiting For Love
8. Save My Life
9. Try Too Hard
10. Humble Neighbourhoods
11. Walk Away
12. Unwind
13. Love Song
14. Hooker (dolt spår)